# 瓦尼 (格鲁吉亚)

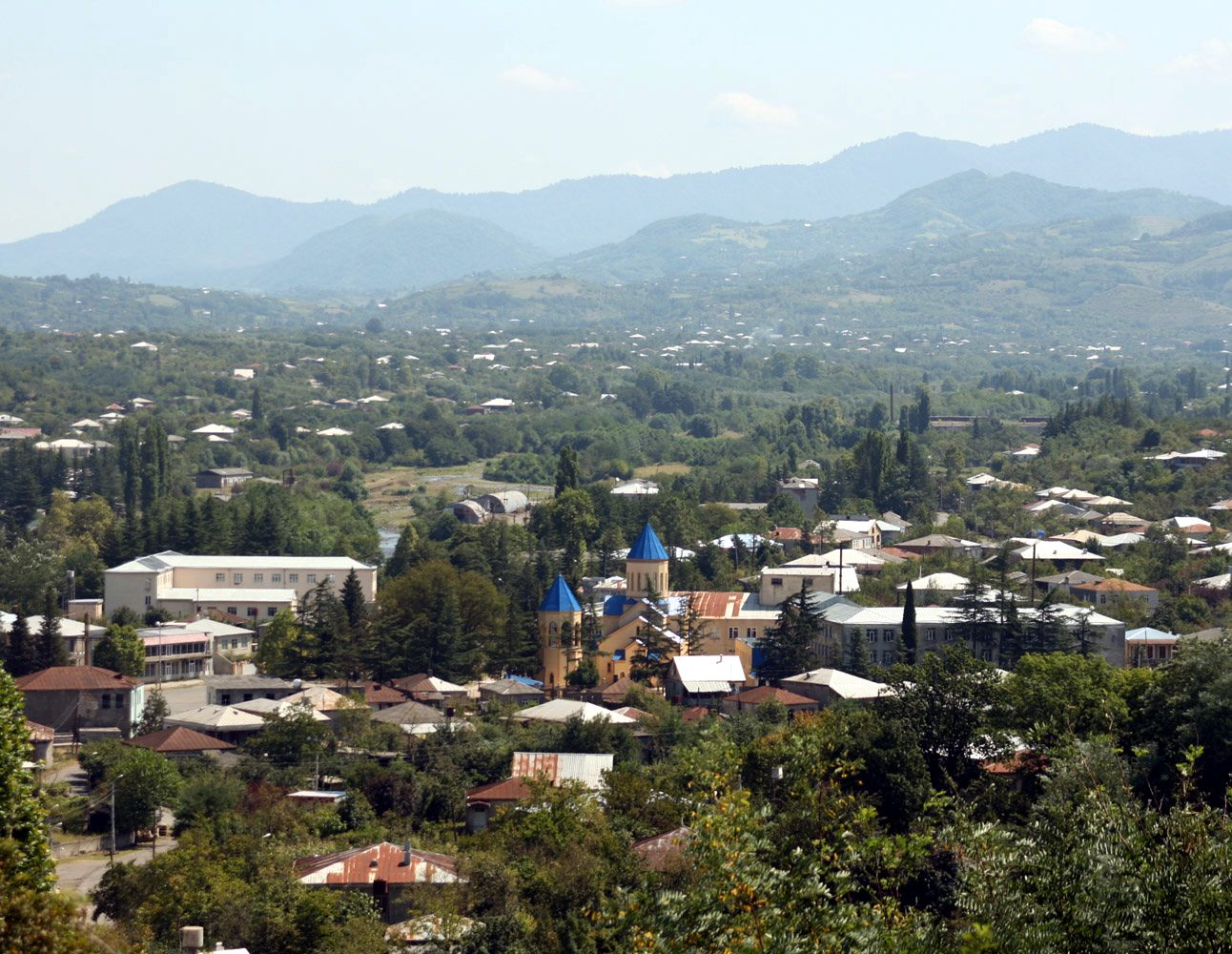
瓦尼

瓦尼是格魯吉亞西部伊梅雷蒂大区瓦尼市鎮的城鎮及其行政中心。位於里奧尼河左岸，距離区府庫塔伊西41公里，鎮上的考古博物館於1985年9月25日啟用，2014年人口3,744。

## 考古學
自1947年以來，系統的考古研究（N.Khoshtaria、O.Lortkiphanidze主持）在瓦尼周邊地區進行，發現了古科爾基斯王國一座富饒城市的遺蹟。該古城遺址的名稱至今仍不得而知，但已確認了四個連續獨特的居住階段。第一階段可追溯到公元前8世紀至7世紀。在此期間，瓦尼被認為是主要的宗教中心。第二階段 - 公元前7世紀末與6世纪初至4世紀 - 代表文化層面、有木結構遗蹟、在岩石地面上鑿出的祭壇、和豐富的墓葬。据推測，在這個階段，瓦尼是科爾希斯王國政治行政单位的中心。第三階段涵盖公元前4世紀下半葉至3世紀上半葉。它主要由豐富的墓葬和石結構遺跡構成。第四階段（公元前3世紀至公元前1世紀中葉）包括防御牆、所谓的“小門”、宗教建築（寺廟、祭壇、祭祀台）以及鑄造青銅雕像的鑄造廠遺跡。 據推測，公元前3世紀至公元前1世紀，瓦尼是一個神廟城市。根據考古資料，該城市於公元前1世紀中葉被摧毀。此後，瓦尼衰落成一個村莊，直到1981年才正式獲得城鎮地位。
瓦尼鎮設有一座博物館（建於1985年），那裡展出了一些古科爾希斯獨一無二的文物。
來自瓦尼的文物，收藏於喬治亞西蒙·賈納什亞博物館：

## 國際關係
友好城鎮－友好城市：
- 美國 法倫 (內華達州)
- 以色列 阿什凱隆 – 從1990年起
- 美國 普羅瑟 (華盛頓州) – 2010年起
- 烏克蘭 阿姆夫羅西伊夫卡 – 2011年起

## 外部連結
- Vani, Georgia at the Archaeological Institute of America website （页面存档备份，存于）
- Colchis, the land of the Golden Fleece （页面存档备份，存于）

42°05′02″N 42°30′43″E / 42.08389°N 42.51194°E